# Brebina, Mehedinți
Brebina este un sat ce aparține orașului Baia de Aramă din județul Mehedinți, Oltenia, România.

## Vezi și
- Biserica de lemn din Brebina